# Jörg Ganzhorn
Jörg Ulrich Ganzhorn (* 7. Oktober 1956 in Stuttgart) ist ein deutscher Biologe und Professor für Tierökologie an der Universität Hamburg.
Jörg Ganzhorn studierte von 1976 bis 1985 Zoologie, Pflanzenphysiologie, Mikrobiologie und Geographie an der Universität Tübingen, der Duke University und der Michigan State University. Anschließend promovierte er bei Klaus Schmidt-Koenig (Tübingen) und Peter H. Klopfer (Duke Univ.) und wurde anschließend Postdoc in Tübingen in der Abteilung Verhaltensphysiologie. 1993 wurde er Leiter des Bereichs Ethology and Ecology am Deutschen Primatenzentrum in Göttingen und Maître de Conférence an der Université d’Antananarivo, Madagascar. Nach einer Vertretungsprofessur für Ökologie an der Universität Marburg wurde er 1997 Leiter der Abteilung Tierökologie und Naturschutz am Institut für Zoologie der Universität Hamburg.

## Forschungsschwerpunkte
Jörg Ganzhorn forscht zur Ökologie von Säugetieren in verschiedenen Lebensräumen Madagaskars. Ziel der Arbeit ist, auf der Basis des Verständnisses ökosystemarer Prozesse, tragfähige Naturschutzkonzepte zu entwickeln, bei denen wirtschaftliche Entwicklung für die lokale Bevölkerung mit den Bedürfnissen der Tier- und Pflanzenwelt Madagaskars vereinbar sind.

## Auszeichnungen und Ehrungen
Ihm zu Ehren wurde die Lemurenart Ganzhorns Mausmaki (Microcebus ganzhorni) benannt.

## Mitgliedschaften
Jörg Ganzhorn ist Mitglied der IUCN Species Survial Commission und war von 1996 bis 2012 Chair für Primaten Madagaskars.

## Publikationen (Auswahl)
- Giuseppe Donati, Jörg Ganzhorn et al.: Low Levels of Fruit Nitrogen as Drivers for the Evolution of Madagascar’s Primate Communities. In: Scientific Reports. Band 7, Nr. 1, Dezember 2017, ISSN 2045-2322, S. 14406, doi:10.1038/s41598-017-13906-y, PMID 29089504, PMC 5663947 (freier Volltext) – (nature.com [abgerufen am 25. Juni 2020]).
- Joerg U. Ganzhorn, Summer J. Arrigo-Nelson, Valentina Carrai, Mukesh K. Chalise, Giuseppe Donati et al.: The importance of protein in leaf selection of folivorous primates: Primate Leaf Selection. In: American Journal of Primatology. Band 79, Nr. 4, April 2017, S. e22550, doi:10.1002/ajp.22550 (wiley.com [abgerufen am 25. Juni 2020]).
- J. U. Ganzhorn, P. P. I. Lowry, G. E. Schatz und S. Sommer. 2001. The biodiversity of Madagascar:one of the hottest biodiversity hotspot on its way out. Oryx 35:346-348.
- Jörg U. Ganzhorn, Lucienne Wilmé, Jean-Luc Mercier: Explaining Madagascar’s Biodiversity. In I. Scales (Ed.). 2014, doi:10.13140/2.1.2996.8328 (rgdoi.net [abgerufen am 25. Juni 2020]).
- R. Neudert, J. U. Ganzhorn und F. Watzold. 2017. Global benefits and local costs – The dilemma of tropical forest conservation: A review of the situation in Madagascar. Environmental Conservation 44:82-96.
- L. Wilme: Biogeographic Evolution of Madagascar's Microendemic Biota. In: Science. Band 312, Nr. 5776, 19. Mai 2006, ISSN 0036-8075, S. 1063–1065, doi:10.1126/science.1122806 (sciencemag.org [abgerufen am 25. Juni 2020]).
- A. D. Yoder, R. M. Rasoloarison, S. M. Goodman, J. A. Irwin, S. Atsalis, S. Ravosa, J.U. Ganzhorn: Remarkable species diversity in Malagasy mouse lemurs (primates, Microcebus). In: Proceedings of the National Academy of Sciences. Band 97, Nr. 21, 10. Oktober 2000, ISSN 0027-8424, S. 11325–11330, doi:10.1073/pnas.200121897, PMID 11005834, PMC 17199 (freier Volltext) – (pnas.org [abgerufen am 25. Juni 2020]).